# Rémi Tremblay
Pour les articles homonymes, voir Tremblay.
Rémi Tremblay (1847-1926) est un écrivain, journaliste et traducteur canadien.

## Biographie
Rémi Tremblay, fils de François-Xavier Tremblay et de Sophie Vandandaigue dite Gadbois, est né le 2 avril 1847 à Saint-Barnabé-Sud, dans le comté de Saint-Hyacinthe, au Québec, Canada. Il effectue ses études primaires à Sainte-Victoire. Ses parents vont s'établir aux États-Unis et la famille demeure à Woonsocket (Rhode Island) de 1859 à 1861. En 1861, ils reviennent s'établir au Canada. Rémi Tremblay est alors commis dans un magasin à Contrecœur. 
En 1863, âgé de 16 ans, il retourne aux États-Unis avec un faux certificat de naissance, puisqu'il est mineur, l'âge de la majorité étant de 21 ans. Il entre dans le 14e régiment et participe à la guerre de Sécession. À la fin de la guerre, il est fait prisonnier, mais il s'évade en 1864.
Ensuite, il revient au Canada et obtient un brevet d'officier de l'École militaire de Montréal en 1866. La même année, il s'engage dans les Chasseurs canadiens et participe à la campagne contre les Féniens. Commis chez un épicier, puis chez un marchand de vêtements à Woonsocket entre 1867 et 1871, il épouse le 26 octobre 1868 Julie Lemery (1843-1896). Le couple s'installe à Stoke, au Québec, où Rémi Tremblay occupe la fonction de secrétaire-trésorier en 1872. Après le décès de son épouse, il se marie en secondes noces à Alida Charlebois (1849-1925) le 31 août 1897. De cette union vont naître: Émile (1873-1901), Eugène (1876-1904) et Jules (1879-1927). 
Rémi Tremblay travaille pour plusieurs journaux aux États-Unis et au Canada, en tant que journaliste collaborateur, rédacteur ou rédacteur en chef: Protecteur canadien (St-Albans, Vt), [ca 1868]; Le Pionnier de Sherbrooke, [ca 1869]-1871; Les Laurentides (Saint-Lin, Québec), 1877; La Gazette de Joliette, 1877-1878; La Minerve (Montréal), 1878-1879; Le Courrier de Montréal, 1879; La Justice (Québec), 1888-1889; L'Opinion publique (Worcester, Mass.), 1894-1896. En 1885, il fonde le journal L'Indépendant à Fall River (Massachusetts), aux États-Unis. Il est aussi propriétaire et rédacteur de L'Indépendant (Montréal), du 3 au 13 juin 1890. Il collabore également à plusieurs périodiques montréalais, dont La Presse, Le Monde illustré, L'Étendard, La Patrie, La Revue nationale, Canada-Revue.
En parallèle à sa carrière journalistique, Rémi Tremblay est traducteur des débats du gouvernement canadien de 1880 à 1887. Il est destitué de ses fonctions après avoir pris position contre les partisans de l'exécution de Louis Riel en publiant un poème intitulé Aux chevaliers du nœud coulant. En 1896, il est traducteur à la Chambre des communes et assistant-bibliothécaire à la Bibliothèque du Parlement. Il occupe ce poste jusqu'à sa retraite en 1922.
Rémi Tremblay a été impliqué dans plusieurs groupes et associations. Il a notamment cofondé un club dramatique à Woonsocket en 1868 et le Club littéraire canadien-français d'Ottawa. Il a été secrétaire-correspondant de la Société Saint-Jean-Baptiste de Woonsocket vers 1869. Il a contribué à la fondation de la Ligue des Patriotes de Fall River en 1885.
Il meurt à Pointe-à-Pitre en Guadeloupe le 30 janvier 1926.

## Œuvres
- Chansonnier politique du Canard, 1879 (sous le pseudonyme de Le Père Louison);
- Caprices poétiques et chansons satiriques, Montréal, A. Filiatreault & Cie, 1883;
- Un revenant, épisode de la Guerre de Sécession aux États-Unis, Montréal, Typographie de la Patrie, 1884; Traduction anglaise : (en) Rémi Tremblay (trad. Margaret S. Langford), One Came Back (Un Revenant) : A Franco-American Civil War Novel, Images from the Past, 2002 (ISBN 9781884592096).
- Aux chevaliers du nœud coulant, poème écrit à Stoke Centre (Cantons-de-l’Est, Québec), publié dans plusieurs journaux, 1887;
- Coups d’ailes et coups de bec, Montréal, Imprimerie Gerhardt Berthiaume, 1888;
- Boutades et rêveries, Fall River (MA, É.-U.), Société de Publication de l’Indépendant, 1893;
- Vers l’idéal, Ottawa, Compagnie d’imprimerie commerciale, 1912;
- Pierre qui roule, Montréal, Librairie Beauchemin, 1923;
- Mon dernier voyage à travers l’Europe, Montréal, Éditions Édouard Garand, 1925.

### Archives
- Centre de recherche en civilisation canadienne-française, fonds P10